# Смильський Петро
Смильський Петро (* 1915), лікар-дантист (стоматолог) і український громадський діяч у Канаді, народився у Давфіні (Манітоба), професор (з 1964) зубної хірургії у Торонтському університеті й автор низки праць з ділянки одонтології. Діяч Української греко-православної церкви, багаторічний голова дирекції Інституту святого Володимира в Торонто.